# Sval
Sval Rosenløw Eeg (* 1998) ist eine norwegische Sängerin und Songwriterin. Sie tritt vor allem als Sval auf. Erste Bekanntheit erlangte sie 2011 durch ihren Sieg beim MGPjr.

## Leben
Eeg stammt aus Oslo und ist die Tochter des Autors Harald Rosenløw Eeg. Im Alter von sechs Jahren begann sie, eigene Lieder zu schreiben. Im Jahr 2011 gewann sie mit dem Lied Trenger deg den bei Norsk rikskringkasting (NRK) ausgestrahlten norwegischen Jugendgesangswettbewerb MGPjr. Das von ihr selbst geschriebene Siegerlied konnte sich in den norwegischen Musikcharts platzieren. Im Jahr 2016 veröffentlichte sie ihr norwegischsprachiges Debütalbum Mellom oss. In der Zeitung Aftenposten erhielt das Album vier von sechs möglichen Punkten. Als ihr größtes Alleinstellungsmerkmal wurde ihre Stimme und ihre Gesangsart herausgestellt. Ihre Musik wurde als traditioneller Pop bezeichnet und die Lieder des Albums als „sich gegenseitig etwas zu ähnlich“. Obwohl Eeg bereits zu dieser Zeit meist englische Lieder schrieb, begann sie erst später Englischsprachiges zu veröffentlichen. Im Jahr 2019 kam ihre EP Young Alien heraus.
Eeg nahm an der im Frühjahr 2023 bei TV 2 ausgestrahlten vierten Staffel der Militär-Reality-Show Kompani Lauritzen teil.

## Diskografie

### Alben
| Jahr | Titel      | Höchstplatzierung, Gesamtwochen, AuszeichnungChartsChartplatzierungen (Jahr, Titel, Platzierungen, Wochen, Auszeichnungen, Anmerkungen) | Anmerkungen |
| Jahr | Titel      | NO | Anmerkungen |
| ---- | ---------- | --- | ----------- |
| 2016 | Mellom oss | NO19 (3 Wo.)NO |             |

### EPs
- 2019: Young Alien
- 2023: Secrets, Pt. 1
- 2023: Secrets, Pt. 2

### Singles
| Jahr | Titel Album   | Höchstplatzierung, Gesamtwochen, AuszeichnungChartsChartplatzierungen (Jahr, Titel, Album, Platzierungen, Wochen, Auszeichnungen, Anmerkungen) | Anmerkungen       |
| Jahr | Titel Album   | NO | Anmerkungen       |
| ---- | ------------- | --- | ----------------- |
| 2011 | Trenger deg – | NO6 Gold · (1 Wo.)NO | Beitrag zum MGPjr |

Weitere Singles
- 2014: Tidfrist (NO: Gold[10])
- 2014: Fasitsvar
- 2016: Trustless
- 2020: Jealousy
- 2020: (I Can’t Be Your) Medicine
- 2020: Where Do We Go
- 2021: Alt vi skulle bli